# Nicolas-Simon Duflos
Pour les articles homonymes, voir Duflos.
Nicolas-Simon Duflos, ou Simon-Nicolas Duflos, ou Simon Duflos, est un graveur en taille-douce français, né à Paris vers 1704, et mort à Lyon le 13 octobre 1761.

## Biographie
Il est le fils de Claude Duflos (1665-1727), graveur, marié à Catherine Antoine en 1695. Il est le frère de Claude-Augustin Duflos.
Il se marie à Lyon le 8 juin 1727 avec Jeanne Leblond, fille de Jean-Pierre Leblond, marchand d'images et éditeur d'estampes de Lyon. Ce mariage lui a permis de s'introduire rapidement dans le milieu lyonnais des graveurs. Ses témoins sont les graveurs lyonnais Jean-Louis Daudet , qui devient son beau-frère, André Houat, et le sculpteur Joseph Aubry. De ce mariage sont nés douze enfants dont seuls trois sont arrivés à l'âge adulte :
- Louis Duflos, née le 7 janvier 1730. Elle a épousé, le 27 novembre 1756 Jean-Pierre Gentot, graveur et marchand d'estampes, fils de Balthazar Gentot[1] ;
- Jean-Louis Duflos, né le 24 octobre 1732 ;
- Pierre Duflos le Jeune, né le 19 août 1742, devient graveur à Lyon, après la mort de son père[1].

En 1727 et 1728, Nicolas-Simon Duflos est qualifié de graveur, et 1730, il est cité comme graveur et marchand-imagier. Il s'est associé avec son beau-frère Jean-Louis Daudet, entre 1729 et 1736.
En 1746 et 1752, Nicolas-Simon Duflos exerce ses talents de graveur à Paris où il a conservé des contacts probablement grâce à son frère, Claude-Augustin Duflos. Pendant ce séjour, il a été l'élève du graveur Jean-Joseph Balechou pendant le séjour de ce dernier à Paris, entre 1750 et 1754.
Il est de retour à Lyon en 1752. Il reprend ses activités de marchand d'estampes à Lyon, dans sa maison, rue Mercière, en 1753.
Jeanne Leblond meurt et est enterrée le 28 juin 1759, à l'âge de 60 ans. Il se remarie le 3 juin 1760 avec Catherine Fillion, fille d'un marchand miroitier. La faillite du graveur est administrée par le Tribunal de la Conservation des Foires de Lyon. Les documents laissés montrent qu'il a conservé des relations commerciales avec les marchands d'estampes de Paris.
Son activité de marchand d'estampes s'étant amenuisée, il est obligé de déposer son bilan le 3 septembre 1760.
Il est mort le 13 octobre 1761. Le tribunal décide la vente aux enchères publiques, le 28 janvier 1762, des marchandises de la boutique de Nicolas-Simon Duflos.

## Principales œuvres

### Activité à Paris
- Portrait de Louis XV, pour l'éditeur Jacques Chiquet, après 1747,
- Louis, Dauphin de France, d'après Louis Tocqué,
- Marie-Josèphe Princesse de Saxe, d'après Louis-Lichel Van Loo (Voir)
- Façade de la Loge du Change à Lyon, après 1749,
- Façade de l'Hôtel de ville de Lyon,
- L'Accouchée, d'après E. Jeurat,
- La Relevée,
- La maîtresse d'école, d'après Chardin,
- Le château de cartes, d'après Chardin,
- Jeune veuve se regardant dans un miroir, d'après C. Coypel

### Activité à Lyon
- En 1728 et 1730, trois planches en taille-douce pour illustrer l' Histoire littéraire de la ville de Lyon, du Père Dominique de Colonia ;
- Ces planches sont réutilisées en 1738 pour la réédition du livre Antiquités de la ville de Lyon ou explication de ses plis anciens monumens, du père Colonia ;
- En 1733, il grave les planches complémentaires pour la réédition du Recueil d'ouvrages curieux de mathématiques ou Description du Cabinet Grollier de Servières (notice)
- En 1752, un almanach portant le titre Réjouissance à Lyon à la naissance de Monseigneur le duc de Bourgogne, né à Versailles le 30 septembre 1751 ;
- La bienheureuse Jeanne-Françoise Frémiot, baronne de Chantal